# 新一街道 (哈尔滨市)
新一街道是中国黑龙江省哈尔滨市道外区下辖的一个街道办事处，位于道外区东部。

## 行政区划
爱国街道下辖以下地区：
曙光社区、一机社区、铸钢社区、桥东社区、龙江社区、龙东社区、北岗社区、向江社区、联合社区、水源社区和立新社区。